# Saint-Saphorin-sur-Morges
Saint-Saphorin-sur-Morges is een plaats en voormalige gemeente in het Zwitserse kanton Vaud en maakt deel uit van het district Morges.
Saint-Saphorin-sur-Morges telt 414 inwoners.

## Geschiedenis
Op 1 juli 2011 ging Monnaz op in de gemeente Echichens.